# 다이젠지정
다이젠지정(大善寺町)은 일본 후쿠오카현 미즈마군에 설치되었던 정이다. 현재의 구루메시의 일부에 해당한다.